# Peter Oppelt
Peter Oppelt (* 15. März 1966 in Scheßlitz, Oberfranken) ist ein deutscher Gynäkologe und Geburtshelfer in Linz.

## Leben
Oppelt studierte ab 1988 Vorklinik an der Universität Regensburg. Nach dem Physikum wechselte er 1991 an die Technische Universität München. Im selben Jahr wurde er im Corps Makaria München aktiv. Nach dem Staatsexamen war er 1995/96 Arzt im Praktikum in der Frauenklinik des Universitätsklinikum Frankfurt am Main. 1997 wurde er als Arzt approbiert und zum Dr. med. promoviert. Zur Ausbildung blieb er in Frankfurt am Main. Als Facharzt wechselte er 2001 an das Universitätsklinikum Erlangen, wo er Oberarzt der Frauenklinik wurde. Als Leitender Oberarzt habilitierte er sich im Juli 2007. An der Hochschule für angewandte Wissenschaften Coburg absolvierte er ab 2006 ein berufsbegleitendes Studium Management im Gesundheitswesen, das er 2008 als Master of Business Administration abschloss. Zum November 2008 wurde er Primarius für Gynäkologie im Allgemeinen Krankenhaus der Stadt Linz. Zum 1. Januar 2013 wechselte er den Arbeitsplatz. Die gespag machte ihn zum Leiter der Abteilung für Gynäkologie und Geburtshilfe in der Landes-Frauen- und Kinderklinik Linz. Die Friedrich-Alexander-Universität Erlangen-Nürnberg ernannte ihn im Februar 2013 zum apl. Professor. Mit dem 1. Dezember 2016 trat er den Lehrstuhl für Gynäkologie, Geburtshilfe und Gynäkologische Endokrinologie an der Johannes Kepler Universität in Linz an. Seine Schwerpunkte sind Onkologie und Endometriose.